# Стадіон Народови (станція метро)
52°14′47″ пн. ш. 21°02′35″ сх. д. / 52.24639° пн. ш. 21.04306° сх. д.
Стадіон Народови (пол. Stadion Narodowy) - станція Другої лінії Варшавського метро. Відкрита 8 березня 2015. Розташована в районі Прага-Пулноц, вздовж вулиці Сокола (ul. Sokolą) під рогом вулиці ul. Zamoyskiego, поблизу залізничної станції Варшава-Стадіон й  порту Прага
Двоповерхова колонна чотирипрогінна станція мілкого закладення (глибина закладення — 13 м) запланована під пересадку на Третю лінію метрополітену, з острівною платформою 10,5 м завширшки і 120 м завдовжки. Об'єм станції - 205 953 м³, площа - 31 087 м². Оздоблення різнокольорове: підлога та колони — сірі, лави, стеля та колійні стіни — зелені. По центру платформи розташовані лави. На станції заставлено тактильне покриття.
Станція з колійним розвитком — 2 стрілочних переводи і пошерсний з'їзд.
Спроєктована польським архітектором Анджеєм М. Холджинським і компанією Metroprojekt. Розписи колійної стіни були створені Войцехом Фангором, художником польської школи плакату.

## Галерея

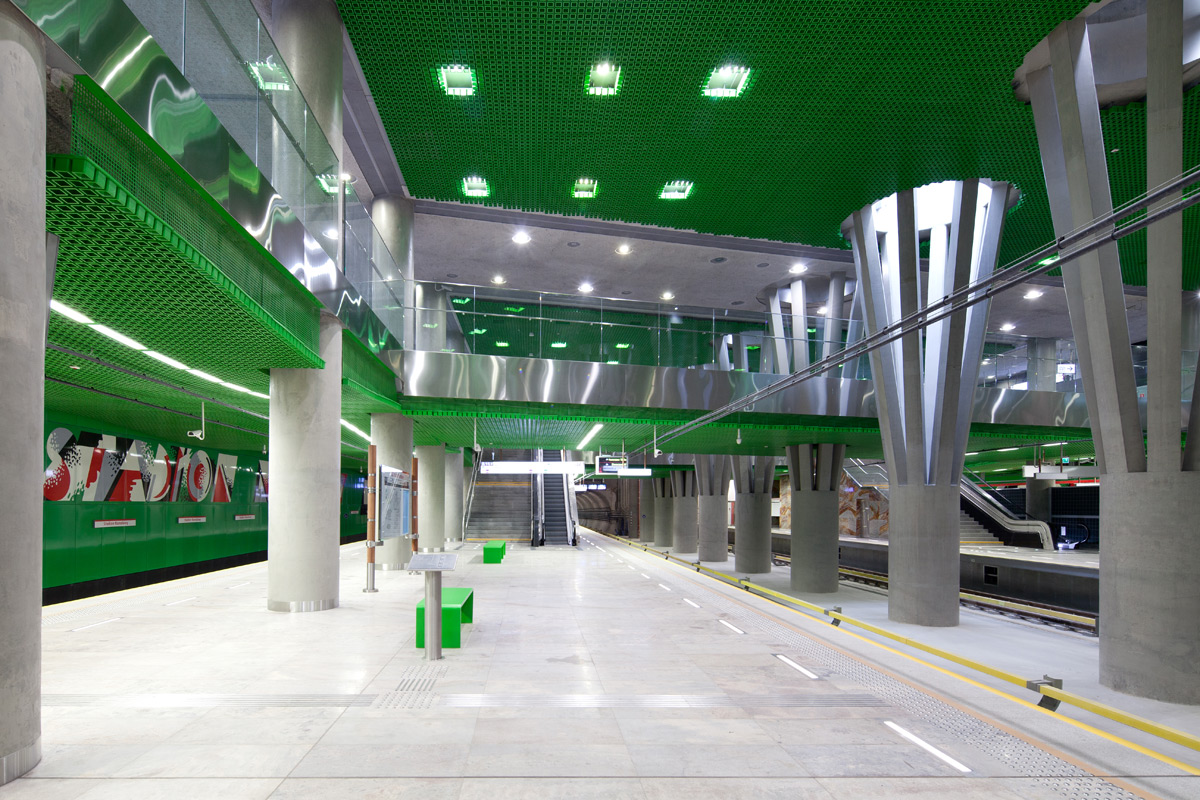
Одна з платформ
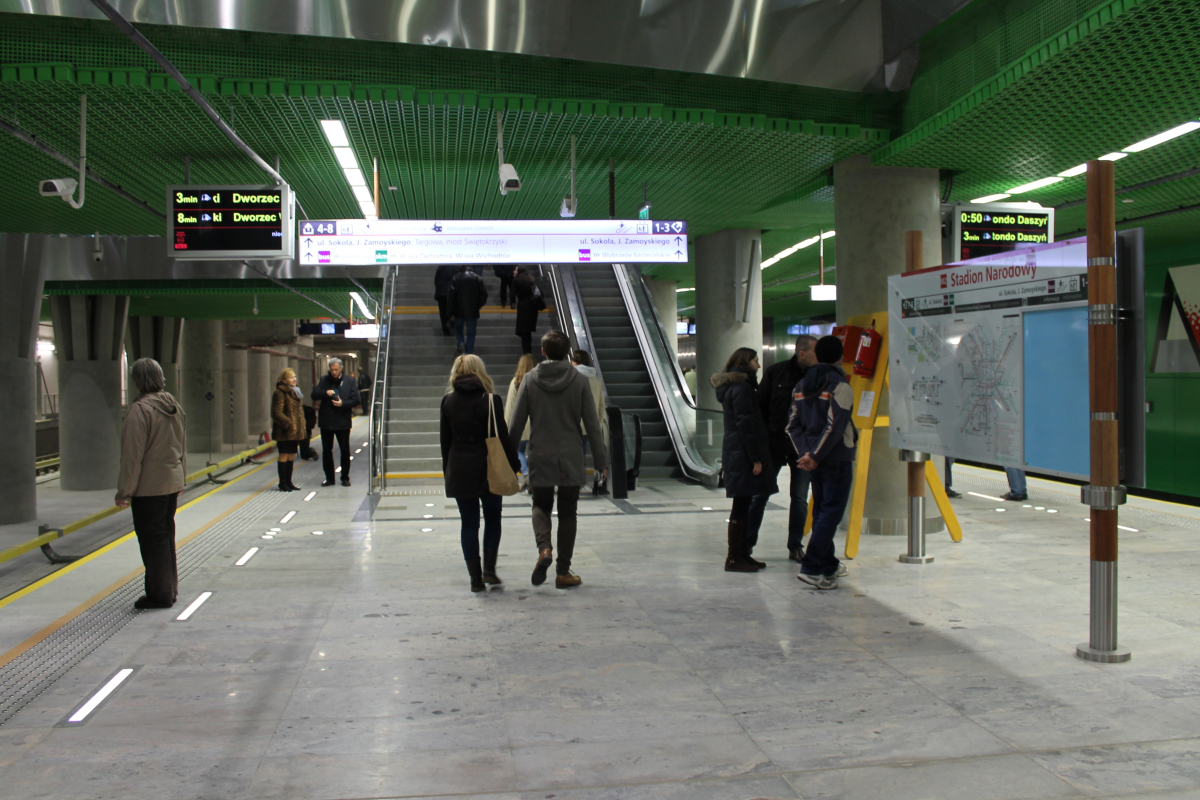
Сходи та ескалатор на другий поверх
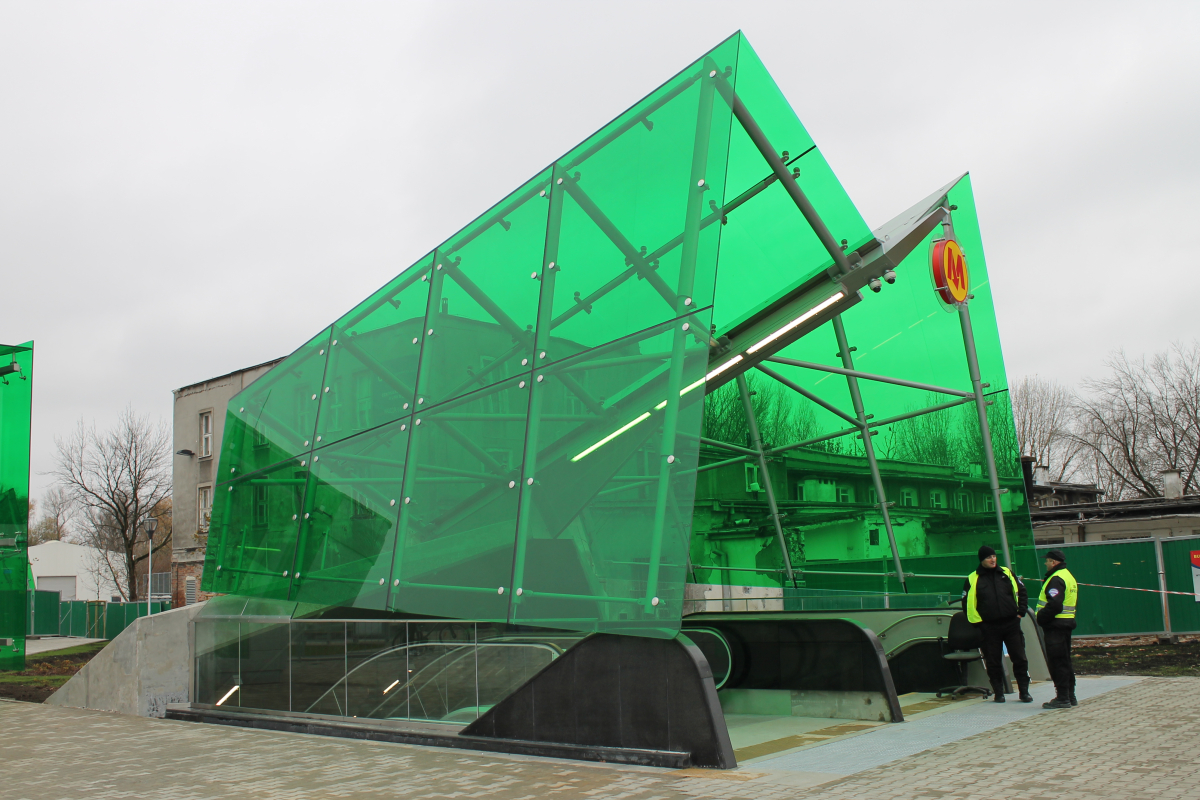
Вхід
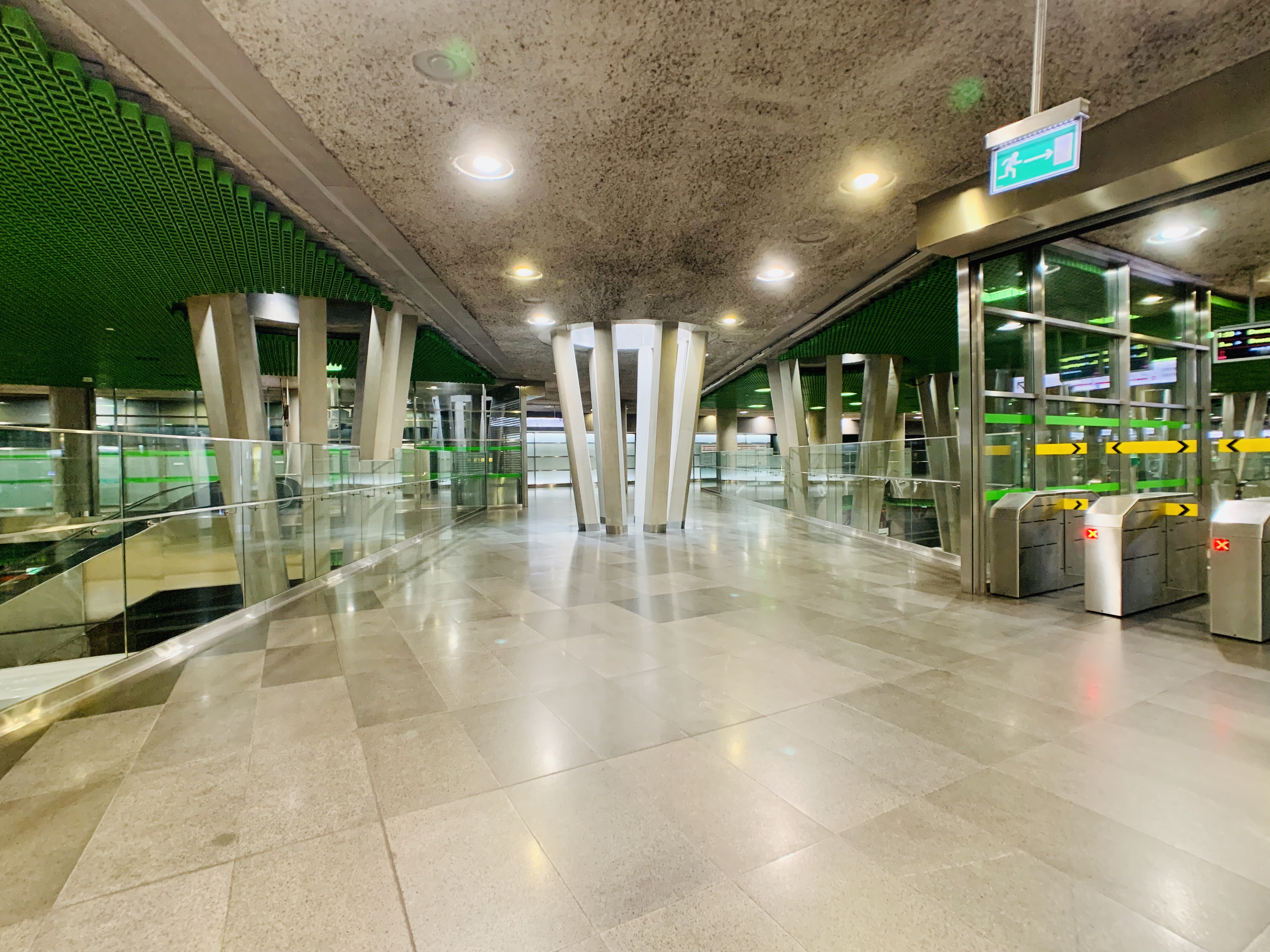
Другий поверх та вестибюль